# 홍경래 (1967년)
홍경래(洪經來, 1967년 5월 23일)는 대한민국의 제22대 국회의원 선거 예비후보이다.

## 학력
1983~1986 유신고등학교 졸업

1986~1990 서울대학교 농생명과학대학 졸업

## 경력
2023.1~2023.12
농협중앙회 경기본부장(총괄)

2023.1~2023.12
재단법인 경기도교육연구원 이사

2022.1~2023.12
경기도레슬링협회 회장

2017.1~2019.12
농협중앙회 화성시지부장

2017.1~2020. 4
화성시체육회 부회장

2019. 7~
법무부 청소년 범죄예방위원 화성지구위원회 부회장

2019. 6~
화성시자원봉사센터 이사

2015.11~
사회복지법인 경산복지재단 이사

2014. 2~
화성시사회복지협의회 이사